# Unfallmeldegebühr
Die Unfallmeldegebühr, umgangssprachlich Blaulichtsteuer, ist eine am 1. Juli 1996 in Österreich eingeführte Verwaltungsgebühr. Sie ist in § 4 Abs. 5b der Straßenverkehrsordnung normiert und wird erhoben, wenn nach einem leichten Verkehrsunfall die Polizei zur Unfallaufnahme gerufen wird, obwohl ein Personalienaustausch zwischen den Beteiligten ausreichend und möglich gewesen wäre. Die Unfallmeldegebühr betrug bei Einführung 500 Schilling, heute beträgt sie 36 €. Im ersten Jahr nach Einführung der Gebühr nahm die Polizei 23,2 % weniger Verkehrsunfälle mit Sachschaden auf, die Einnahmen blieben mit rund 16 Millionen Schilling allerdings weit hinter den Erwartungen von 60 Millionen Schilling zurück.
Die Gebühr wird nicht erhoben, wenn die Polizei lediglich zur Gefahrenabwehr (z. B. notwendige zusätzliche Sicherung der Unfallstelle) oder zur Strafverfolgung (z. B. Alkoholtest bei entsprechenden Indizien) gerufen wird und die Beteiligten auf die Aushändigung eines Unfallprotokolls verzichten. Sie gilt ebenfalls nicht für Unfälle mit Personenschaden. Begründet wurde die Einführung der Gebühr in Österreich damit, dass die Polizei im Regelfall nicht benötigt werde, wenn Personendaten allein zur Schadensregulierung erhoben werden. Wenn dies von den Unfallbeteiligten trotzdem gewünscht werde, seien sie nach dem Verursachungsprinzip mit den Kosten zu belasten.
In Deutschland gab die Landesregierung Hamburg im September 2010 bekannt, ab April 2011 auf vergleichbarer Basis eine Verwaltungsgebühr von 40 € erheben zu wollen. Im März 2011 gab Hamburgs neuer Innensenator Michael Neumann bekannt, dass man von der Einführung absieht.
In Brandenburg prüfte das Innenministerium eine Einführung der Gebühr, nahm aber im November 2010 davon Abstand.